# Transamondo III di Spoleto
Transamondo III, o anche Trasamondo, Trasimondo o Trasmondo (... – 989), fu duca di Spoleto e marchese di Camerino dal 959 al 967 e, probabilmente, anche dal 982 fino alla sua morte.

## Biografia
Suo padre era il conte Attone I di Chieti e Penne. Le date esatte della sua autorità ducale su Spoleto sono controverse e il suo governo sembra essere stato interrotto almeno una volta. Questa interruzione ha creato confusione su quante persone chiamate Transamondo abbiano effettivamente governato su Spoleto in quest'epoca. Le Cronache di Farfa affermano che un Transamondo subentrò a Teobaldo II intorno al 964, ma questo sembra essere un resoconto errato della cronologia. Le Cronache di Santo Stefano in Rivo Maris parlano di un duca Transamondo già nel 971, ma questa fonte è oggi considerata falsa. Oggi sembra che ci sia stato un solo duca Transamondo che governò Spoleto in almeno due occasioni e che dovrebbe essere indicato come Transamondo III. Sembra che sia morto intorno al 989 e gli successe Ugo, già margravio di Toscana.
Ci sono varie fonti che fanno riferimento a un duca Transamondo III e Transamondo IV. Sebbene sia probabile che entrambi siano in realtà Transmondo III figlio del conte Attone I, non si può escludere che ci siano effettivamente state due persone di nome Transamondo che detennero l'autorità ducale.

## Famiglia e figli
Transamondo sposò Sichelgarda ed ebbe i seguenti figli:
- Gibburga;
- Ildebrando, conte;
- Trasimondo II, conte;
- Attone III, conte.